# Ипа
Ипа (блр. Іпа; рус. Ипа) белоруска је река која тече преко Гомељске области и лева је притока реке Припјат (сливно подручје Дњепра).
Извире код села Секерич у Светлагорском рејону и тече преко Гомељског и Припјатског Полесја, преко територија Светлагорског, Калинкавичког и Мазирског рејона. Укупна дужина водотока је 109 km, површина сливног подручја је 1.010 km², а просечан проток на ушће је око 5,9 m³/s.
Ширина реке је у просеку око 10 до 12 метара, обална равница је доста ниска ширине до 1,5 km, а сама обала је доста замочварена. Канализовано је првих 95 km тока реке.
Најважнија притока је река Виша.